# Westhafenkanal
Der Westhafenkanal (WHK) in Berlin ist eine Bundeswasserstraße der Wasserstraßenklasse Vb und wird vom Wasserstraßen- und Schifffahrtsamt Spree-Havel verwaltet.

## Lage und Geschichte
Der Westhafenkanal ist 2,9 Kilometer lang und hat eine Wassertiefe von 3,75 Metern. Er führt vom oberen Schleusenvorhafen östlich der Schleuse Charlottenburg zum Berliner Westhafen und mündet östlich der Nördlichen Seestraßenbrücke in die Spreehaltung des Berlin-Spandauer Schifffahrtskanals ein. Wenige hundert Meter davor mündet unter der Südlichen Seestraßenbrücke die direkte Fahrt vom Berlin-Spandauer Schifffahrtskanal zum Westhafen, der 240 Meter lange Westhafen-Verbindungskanal (WVK) der Klasse IV, ein.
Der Bau wurde 1938 begonnen, in den Folgejahren wegen des Zweiten Weltkriegs unterbrochen und erst zwischen 1954 und 1956 vollendet. Die Schifffahrt von der unteren Spree musste nach dem Passieren der Schleuse Charlottenburg auf der Fahrt zum Westhafen den für größere Schiffe ungeeigneten und drei Kilometer längeren Umweg über die Spree und den Charlottenburger Verbindungskanal nehmen.
Der Ausgangszustand vor dem Bau des Kanals findet sich auf dem Stadtplan von 1932. Für 1954 ist bereits eine Kanalführung bis nahe an den Alten Tegeler Weg eingezeichnet  und schließlich ist auf dem Stadtplan 1955 die Kanalführung bis zur Schleuse vollendet, ebenfalls auf der Karte von 1961, allerdings noch zur Alten Schleuse.

Über den Kanal führen die Mörschbrücke, der Goerdelersteg und Ludwig-Hoffmann-Brücke. Unter dem Kanal hindurch führt eine U-Bahn-Linie. Dieser Teilabschnitt des Tunnels für die geplante Linie U5 endet derzeit am ungenutzten Bahnsteig im Bahnhof Jungfernheide.
Im Rahmen des Verkehrsprojekts Deutsche Einheit Nr. 17 wurde der Westhafenkanal bis 2013 an seinem nördlichen Ufer verbreitert.

## Karten und Bilder

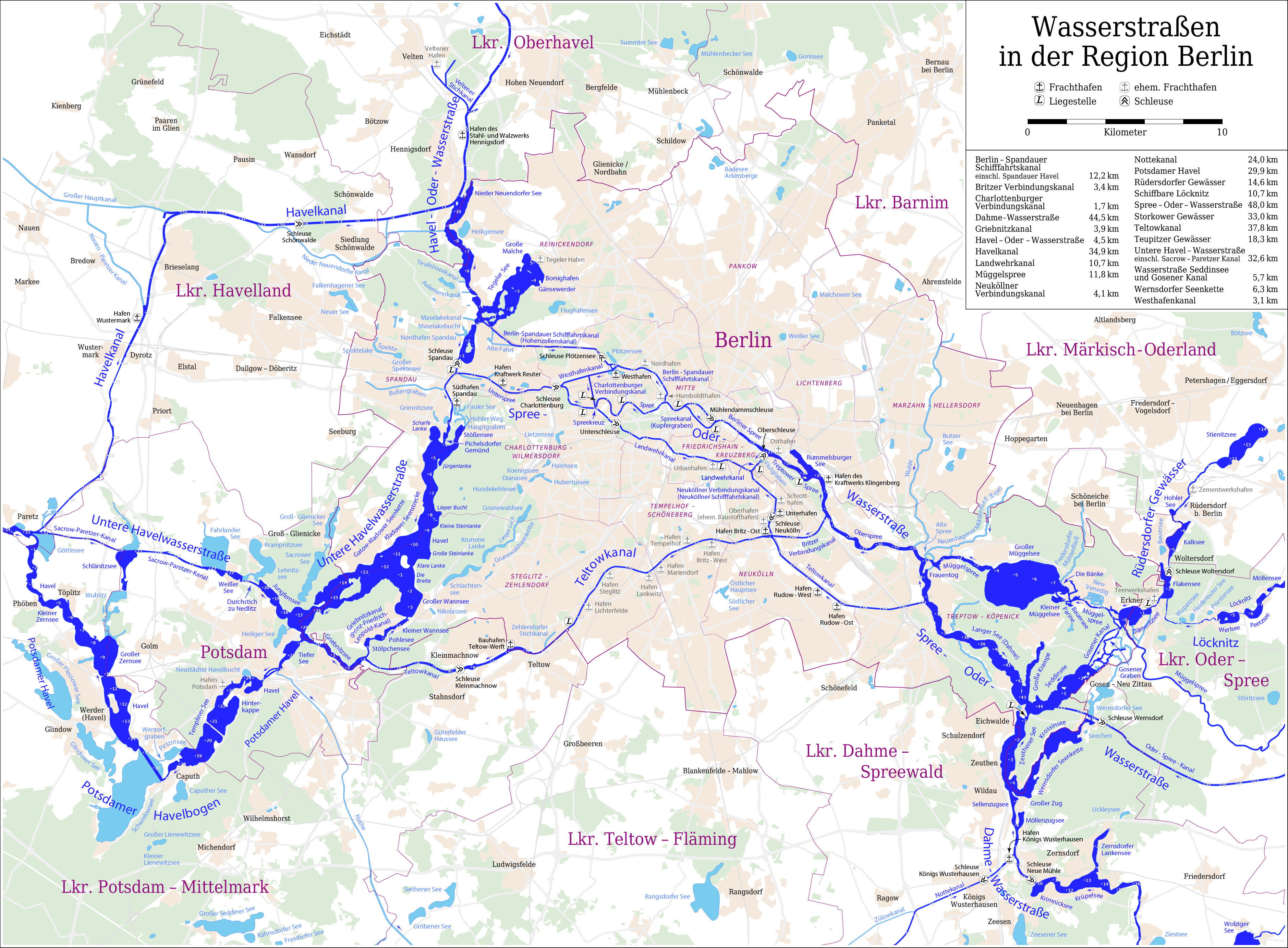
Wasserstraßen in der Region Berlin
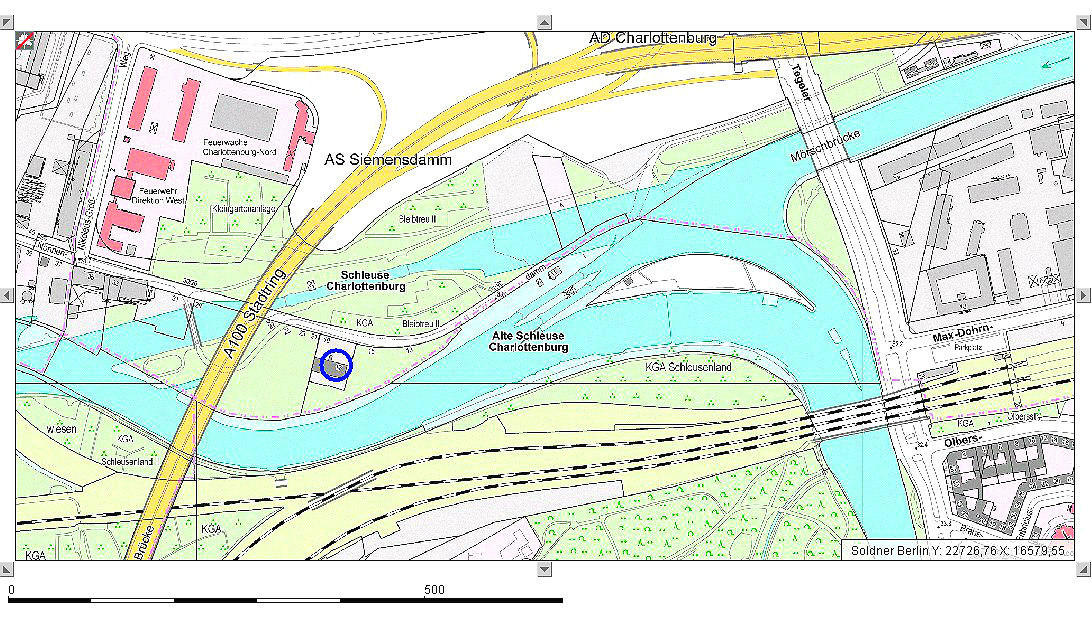
Westhafenkanal an der Schleuse Charlottenburg
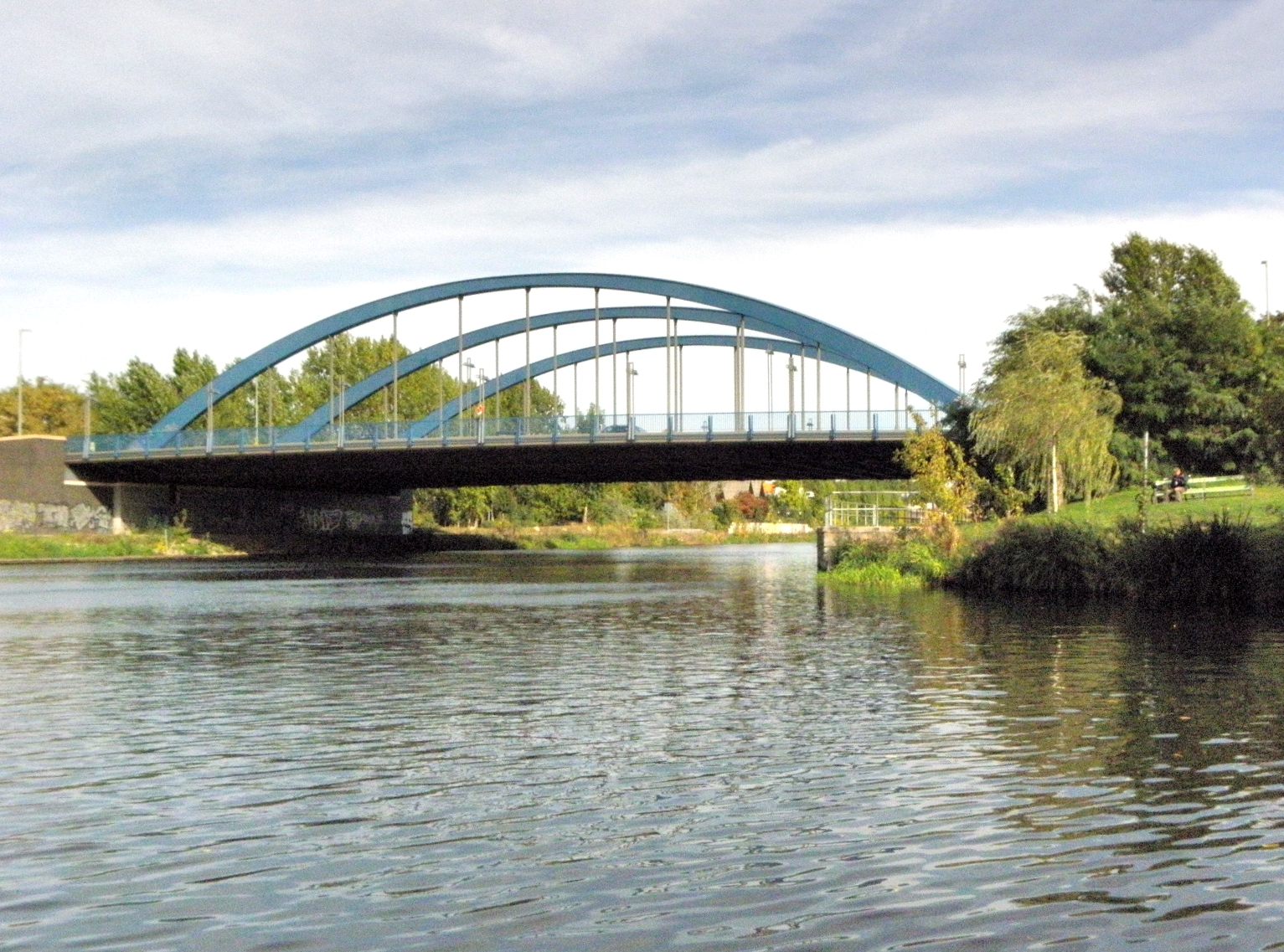
Die Mörschbrücke am Beginn des Westhafenkanals
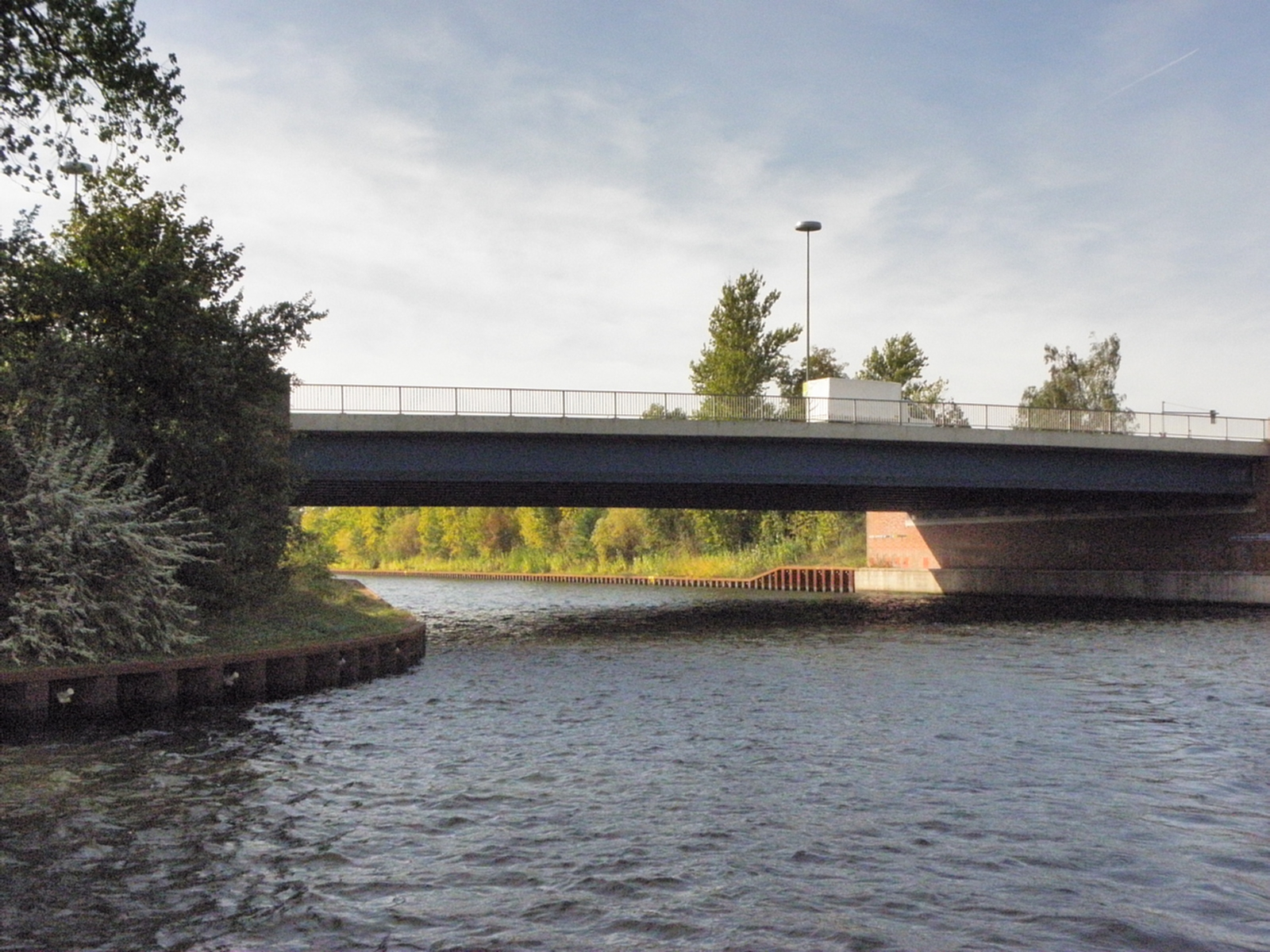
Die Ludwig-Hoffmann-Brücke am Westhafen